# Anthomastus grandiflorus
Anthomastus grandiflorus is een zachte koraalsoort uit de familie Alcyoniidae. De koraalsoort komt uit het geslacht Anthomastus. Anthomastus grandiflorus werd in 1878 voor het eerst wetenschappelijk beschreven door Verrill. 